# منطقه مسکونی

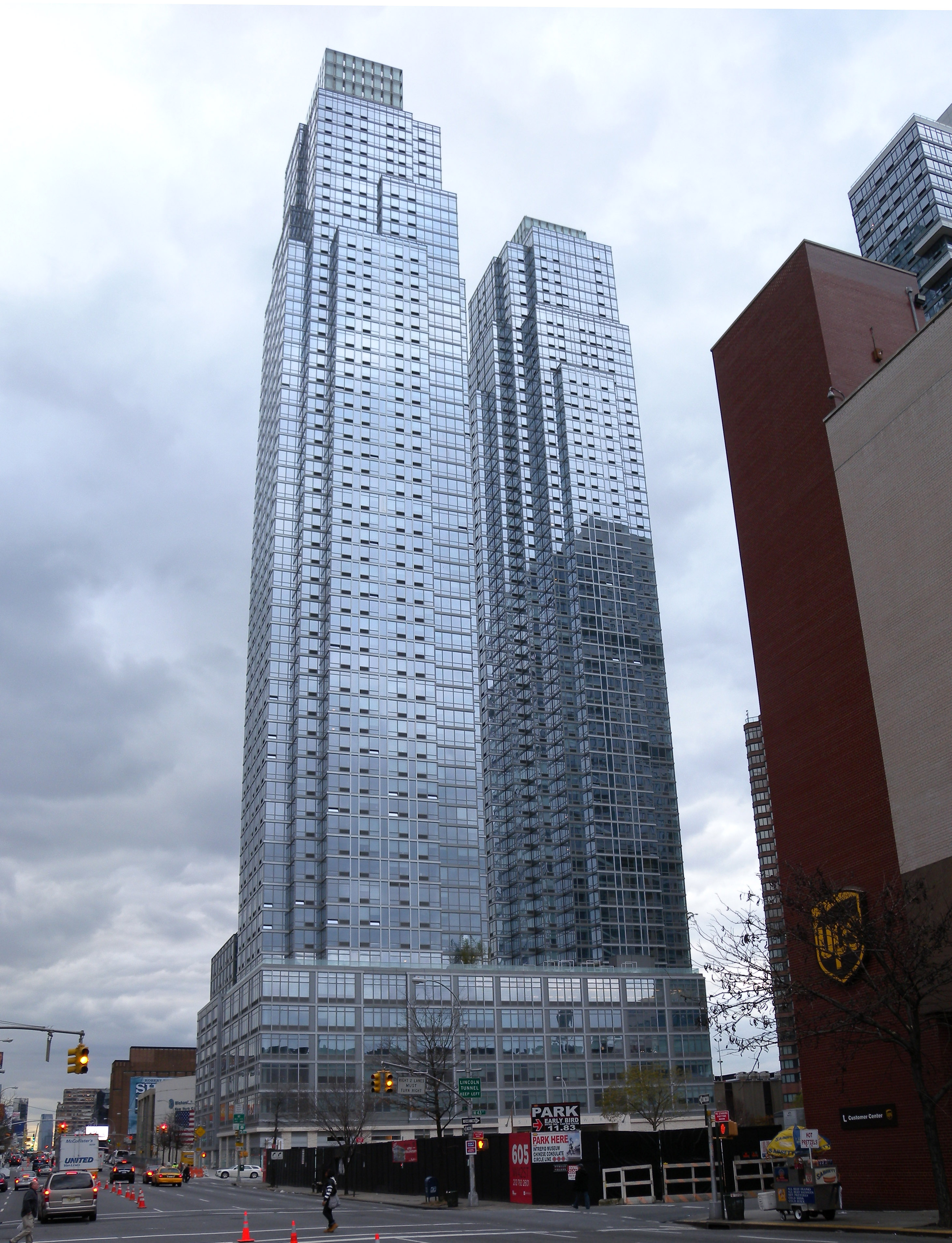
یک منطقه مسکونی در منهتن

منطقهٔ مسکونی (به انگلیسی: Residential area) یکی از انواع کاربری زمین است که در آن برخلاف کاربری صنعتی و تجاری، نوع استفاده آن غالباً (مسکونی) است. برخلاف مناطق صنعتی و تجاری

مسکن ممکن است به صورتی قابل توجه از سایر مناطق مسکونی متفاوت باشد. این مناطق مسکونی شامل مسکن تک خانواده، چند خانوار مسکونی یا خانه‌های متحرک را در برمیگیرد. منطقه‌بندی کردن اماکن مسکونی ممکن است به برخی خدمات یا فرصت‌های کاری اجازه ساخت دهد یا ممکن است تجارت و صنعت را کاملاً حذف کند. ممکن است اجازه استفاده از زمین با ساخت و ساز تراکم بالا را بدهد یا فقط اجازه استفاده با تراکم ساخت و ساز کم را بدهد. پهنه بندی مسکونی معمولاً نسبت به منطقه بندی تجاری یا صنعتی/تولیدی کوچکتر است. منطقه ممکن است بزرگ یا کوچک باشد. 

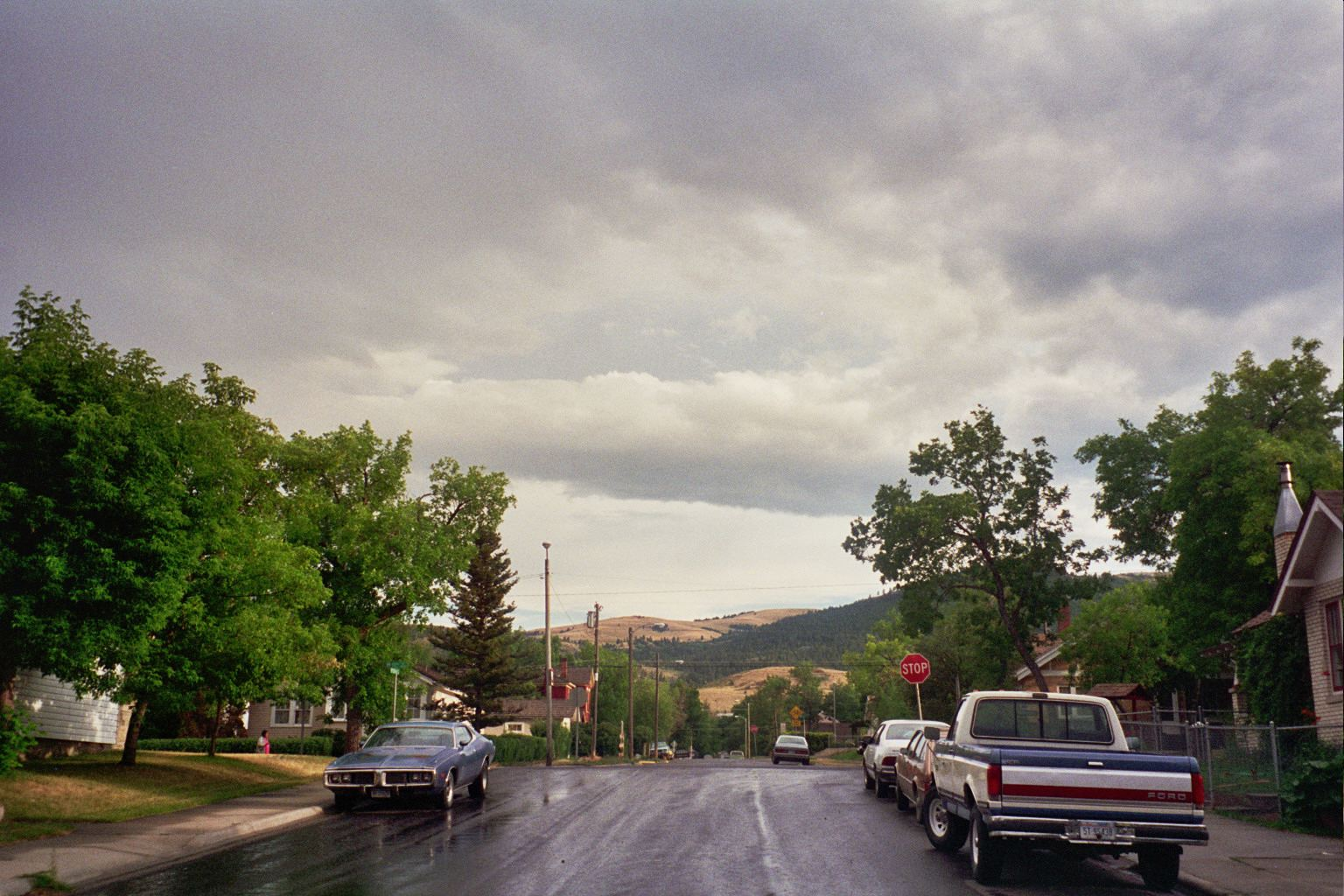
منطقه مسکونی مونتانا در هلنا در ایالات متحده آمریکا